# Victor John Eric Westropp
Victor John Eric Westropp, britanski general, * 1897, † 1964.